# Formuła 1 Sezon 2011
Sezon 2011 Formuły 1 – 62. sezon o Mistrzostwo Świata Formuły 1. Tytuł mistrza świata wśród kierowców zdobył Sebastian Vettel, natomiast wśród konstruktorów – reprezentowany przez niego zespół Red Bull Racing.

## Prezentacje bolidów
| Samochód            | Prezentacja |
| ------------------- | --- |
| Ferrari 150° Italia | 28 stycznia 2011 – Maranello, Włochy |
| Lotus T128          | 31 stycznia 2011 – Prezentacja na oficjalnej stronie internetowej zespołu                                                                  |
| Sauber C30          | 31 stycznia 2011 – Walencja, Hiszpania |
| Renault R31         | 31 stycznia 2011 – Walencja, Hiszpania |
| Red Bull RB7        | 1 lutego 2011 – Walencja, Hiszpania |
| Toro Rosso STR6     | 1 lutego 2011 – Walencja, Hiszpania |
| Williams FW33       | 1 lutego 2011 – Walencja, Hiszpania 24 lutego 2011 – Grove, Wielka Brytania – Ostateczne malowanie                                         |
| Mercedes MGP W02    | 1 lutego 2011 – Walencja, Hiszpania |
| McLaren MP4-26      | 4 lutego 2011 – Berlin, Niemcy |
| Virgin MVR-02       | 7 lutego 2011 – Londyn, Wielka Brytania |
| Force India VJM04   | 8 lutego 2011 – Prezentacja na oficjalnej stronie internetowej zespołu                                                                     |
| Hispania F111       | 8 lutego 2011 – Prezentacja malowania na oficjalnej stronie internetowej zespołu 11 marca 2011 – Barcelona, Hiszpania – Prezentacja bolidu |

## Lista startowa
Po sporze między FOTA, a FIA w pierwszej połowie 2009 roku, nowa umowa Concorde Agreement została podpisana dnia 1 sierpnia 2009 roku przez ówczesnego prezydenta FIA Maxa Mosleya i wszystkie ekipy z tamtego czasu. Nowa umowa przewiduje kontynuację warunków tej z 1998 i jest ważna do dnia 31 grudnia 2012 roku.
Lista została ułożona według oficjalnej listy startowej FIA na sezon 2011 z dnia 2 grudnia 2010.
| Zespół                                         | Konstruktor             | Samochód    | Silnik (2.4l V8)  | Opony | Nr | Kierowcy wyścigowi | Rundy       | Kierowcy rezerwowi                                               |
| ---------------------------------------------- | ----------------------- | ----------- | ----------------- | ----- | -- | ------------------ | ----------- | ---------------------------------------------------------------- |
| Red Bull Racing                                | Red Bull Racing-Renault | RB7         | Renault RS27-2011 | P     | 1  | Sebastian Vettel   | 1–19        | Daniel Ricciardo                                                 |
| Red Bull Racing                                | Red Bull Racing-Renault | RB7         | Renault RS27-2011 | P     | 2  | Mark Webber        | 1–19        | Daniel Ricciardo                                                 |
| Vodafone McLaren Mercedes                      | McLaren-Mercedes        | MP4-26      | Mercedes FO 108Y  | P     | 3  | Lewis Hamilton     | 1–19        | Gary Paffett Pedro de la Rosa                                    |
| Vodafone McLaren Mercedes                      | McLaren-Mercedes        | MP4-26      | Mercedes FO 108Y  | P     | 4  | Jenson Button      | 1–19        | Gary Paffett Pedro de la Rosa                                    |
| Scuderia Ferrari Marlboro Scuderia Ferrari     | Ferrari                 | 150° Italia | Ferrari 056       | P     | 5  | Fernando Alonso    | 1–19        | Giancarlo Fisichella Jules Bianchi Marc Gené                     |
| Scuderia Ferrari Marlboro Scuderia Ferrari     | Ferrari                 | 150° Italia | Ferrari 056       | P     | 6  | Felipe Massa       | 1–19        | Giancarlo Fisichella Jules Bianchi Marc Gené                     |
| Mercedes GP Petronas F1 Team                   | Mercedes                | MGP W02     | Mercedes FO 108Y  | P     | 7  | Michael Schumacher | 1–19        |                                                                  |
| Mercedes GP Petronas F1 Team                   | Mercedes                | MGP W02     | Mercedes FO 108Y  | P     | 8  | Nico Rosberg       | 1–19        |                                                                  |
| Lotus Renault GP                               | Renault                 | R31         | Renault RS27-2011 | P     | 9  | Nick Heidfeld      | 1–11        | Bruno Senna Romain Grosjean Fairuz Fauzy Ho-Pin Tung Jan Charouz |
| Lotus Renault GP                               | Renault                 | R31         | Renault RS27-2011 | P     | 9  | Bruno Senna        | 12–19       | Bruno Senna Romain Grosjean Fairuz Fauzy Ho-Pin Tung Jan Charouz |
| Lotus Renault GP                               | Renault                 | R31         | Renault RS27-2011 | P     | 10 | Witalij Pietrow    | 1–19        | Bruno Senna Romain Grosjean Fairuz Fauzy Ho-Pin Tung Jan Charouz |
| AT&T Williams                                  | Williams-Cosworth       | FW33        | Cosworth CA2011K  | P     | 11 | Rubens Barrichello | 1–19        | Valtteri Bottas                                                  |
| AT&T Williams                                  | Williams-Cosworth       | FW33        | Cosworth CA2011K  | P     | 12 | Pastor Maldonado   | 1–19        | Valtteri Bottas                                                  |
| Force India F1 Team Sahara Force India F1 Team | Force India-Mercedes    | VJM04       | Mercedes FO 108Y  | P     | 14 | Adrian Sutil       | 1–19        | Nico Hülkenberg                                                  |
| Force India F1 Team Sahara Force India F1 Team | Force India-Mercedes    | VJM04       | Mercedes FO 108Y  | P     | 15 | Paul di Resta      | 1–19        | Nico Hülkenberg                                                  |
| Sauber F1 Team                                 | Sauber-Ferrari          | C30         | Ferrari 056       | P     | 16 | Kamui Kobayashi    | 1–19        | Esteban Gutiérrez                                                |
| Sauber F1 Team                                 | Sauber-Ferrari          | C30         | Ferrari 056       | P     | 17 | Sergio Pérez       | 1–5, 8–19   | Esteban Gutiérrez                                                |
| Sauber F1 Team                                 | Sauber-Ferrari          | C30         | Ferrari 056       | P     | 17 | Pedro de la Rosa   | 7           | Esteban Gutiérrez                                                |
| Scuderia Toro Rosso                            | Toro Rosso-Ferrari      | STR6        | Ferrari 056       | P     | 18 | Sébastien Buemi    | 1–19        | Daniel Ricciardo Jean-Éric Vergne                                |
| Scuderia Toro Rosso                            | Toro Rosso-Ferrari      | STR6        | Ferrari 056       | P     | 19 | Jaime Alguersuari  | 1–19        | Daniel Ricciardo Jean-Éric Vergne                                |
| Team Lotus                                     | Lotus-Renault           | T128        | Renault RS27-2011 | P     | 20 | Heikki Kovalainen  | 1–19        | Karun Chandhok Luiz Razia Davide Valsecchi Ricardo Teixeira      |
| Team Lotus                                     | Lotus-Renault           | T128        | Renault RS27-2011 | P     | 21 | Jarno Trulli       | 1–9, 11–19  | Karun Chandhok Luiz Razia Davide Valsecchi Ricardo Teixeira      |
| Team Lotus                                     | Lotus-Renault           | T128        | Renault RS27-2011 | P     | 21 | Karun Chandhok     | 10          | Karun Chandhok Luiz Razia Davide Valsecchi Ricardo Teixeira      |
| Hispania Racing F1 Team HRT Formula 1 Team     | HRT-Cosworth            | F111        | Cosworth CA2011   | P     | 22 | Narain Karthikeyan | 1–8, 17     |                                                                  |
| Hispania Racing F1 Team HRT Formula 1 Team     | HRT-Cosworth            | F111        | Cosworth CA2011   | P     | 22 | Daniel Ricciardo   | 9–16, 18–19 |                                                                  |
| Hispania Racing F1 Team HRT Formula 1 Team     | HRT-Cosworth            | F111        | Cosworth CA2011   | P     | 23 | Vitantonio Liuzzi  | 1–16, 18–19 |                                                                  |
| Hispania Racing F1 Team HRT Formula 1 Team     | HRT-Cosworth            | F111        | Cosworth CA2011   | P     | 23 | Daniel Ricciardo   | 17          |                                                                  |
| Marussia Virgin Racing                         | Virgin-Cosworth         | MVR-02      | Cosworth CA2011   | P     | 24 | Timo Glock         | 1–19        | Sakon Yamamoto Robert Wickens                                    |
| Marussia Virgin Racing                         | Virgin-Cosworth         | MVR-02      | Cosworth CA2011   | P     | 25 | Jérôme d’Ambrosio  | 1–19        | Sakon Yamamoto Robert Wickens                                    |
| Zespół                                         | Konstruktor             | Samochód    | Silnik (2.4l V8)  | Opony | Nr | Kierowcy wyścigowi | Rundy       | Kierowcy rezerwowi                                               |

### Piątkowi kierowcy
jeśli kierowca brał udział w piątkowym treningu, symbol oznacza, którego z kierowców wyścigowych zastąpił

udział kierowcy w całym weekendzie wyścigowym zaznaczono przez wytłuszczoną nazwę zespołu, w którym startował
| Kierowca           | Zespół        | Australia | Malezja |        | Turcja | Hiszpania | Monako | Kanada | Unia Europejska | Wielka Brytania | Niemcy | Węgry  | Belgia  | Włochy  | Singapur | Japonia | Korea Południowa | Indie   |         | Brazylia |
| ------------------ | ------------- | --------- | ------- | ------ | ------ | --------- | ------ | ------ | --------------- | --------------- | ------ | ------ | ------- | ------- | -------- | ------- | ---------------- | ------- | ------- | -------- |
| Nico Hülkenberg    | Force India   | DIR       | DIR     | SUT    | SUT    | DIR       |        | SUT    | DIR             | SUT             | DIR    | SUT    | SUT     | DIR     |          | SUT     |                  |         |         | SUT      |
| Daniel Ricciardo   | STR           | ALG       | BUE     | ALG    | ALG    | BUE       | ALG    | BUE    | BUE             | HRT             | HRT    | HRT    | HRT     | HRT     | HRT      | HRT     | HRT              | HRT     | HRT     | HRT      |
| Karun Chandhok     | Lotus         | TRU       |         |        | KOV    |           |        |        | TRU             | KOV             | Lotus  |        | KOV     | TRU     |          | KOV     | TRU              | KOV     |         |          |
| Davide Valsecchi   | Lotus         |           | KOV     |        |        |           |        |        |                 |                 |        |        |         |         |          |         |                  |         |         |          |
| Luiz Razia         | Lotus         |           |         | TRU    |        |           |        |        |                 |                 |        |        |         |         |          |         |                  |         |         | TRU      |
| Sergio Pérez       | Sauber        | Sauber    | Sauber  | Sauber | Sauber | Sauber    | Sauber | DLR    | Sauber          | Sauber          | Sauber | Sauber | Sauber  | Sauber  | Sauber   | Sauber  | Sauber           | Sauber  | Sauber  | Sauber   |
| Narain Karthikeyan | HRT           | HRT       | HRT     | HRT    | HRT    | HRT       | HRT    | HRT    | HRT             |                 | LIU    |        |         |         | LIU      | LIU     | LIU              | HRT     |         |          |
| Bruno Senna        | Renault       |           |         |        |        |           |        |        |                 |                 |        | HEI    | Renault | Renault | Renault  | Renault | Renault          | Renault | Renault | Renault  |
| Jean-Éric Vergne   | STR           |           |         |        |        |           |        |        |                 |                 |        |        |         |         |          |         | ALG              |         | BUE     | BUE      |
| Romain Grosjean    | Renault       |           |         |        |        |           |        |        |                 |                 |        |        |         |         |          |         |                  |         | SEN     | PET      |
| Robert Wickens     | Virgin Racing |           |         |        |        |           |        |        |                 |                 |        |        |         |         |          |         |                  |         | DAM     |          |
| Jan Charouz        | HRT           |           |         |        |        |           |        |        |                 |                 |        |        |         |         |          |         |                  |         |         | LIU      |

### Zmiany wśród zespołów

#### Selekcja trzynastego zespołu
Po niepowodzeniu US F1 Team, 19 marca 2010 roku FIA uruchomiła proces przyjmowania nowego zespołu do stawki na sezon 2011. Oprócz tego zostać miała wyłoniona jedna lub kilka ekip rezerwowych, w przypadku wycofania się któregoś z zespołów.
Zespoły, które złożyły oficjalne wnioski do FIA o 13. miejsce w stawce:
- Epsilon Euskadi[69]
- Durango (wspólnie z Villeneuve Racing)[69][70][71]
- Stefan GP[72]
- ART Grand Prix[73]
- Cypher Group[74]

#### Wycofane zgłoszenia
- 7 lipca 2010 roku ART Grand Prix podjęło decyzję o wycofaniu się z selekcji do udział w Mistrzostwach Świata Formuły 1 w sezonie 2011[75].
- 30 lipca swoją kandydaturę odwołał Cypher Group. W oświadczeniu napisano, iż zespół nie jest w stanie zgromadzić wystarczających funduszy, by dołączyć do stawki na sezon 2011[76].

#### Bez trzynastego zespołu w 2011
8 września 2010 roku FIA wydała oświadczenie, iż nie będzie trzynastego zespołu w stawce, ponieważ żaden z kandydatów ubiegających się o ostatnie wolne miejsce w stawce Formuły 1 w sezonie 2011 nie spełnił ustalonych wymagań Federacji:

W związku z komunikatem prasowym z dnia 19 marca 2010, wzywającym do wyrażania swego zainteresowania w sezonie 2011 i 2012 Mistrzostw Świata Formuły Jeden FIA, otrzymaliśmy wiele zgłoszeń wyrażających takie zainteresowanie. Zdecydowano jednak, że żaden z kandydatów nie spełnia wymogów udziału w Mistrzostwach. W efekcie, nie przyznano 13. miejsca w stawce.

#### Sauber F1 Team
W czerwcu 2010 roku, że od sezonu 2011 zespół BMW Sauber powróci do nazwy Sauber F1 Team. Zespół został zmuszony do zachowania nazewnictwa BMW w roku 2010 z powodu problemów związanych z prawami telewizyjnymi.

#### Zmiana nazwy Lotus F1 Racing
24 września 2010 roku, szef Lotus F1 Racing – Tony Fernandes potwierdził, że od sezonu 2011 zespół będzie używał legendarnej nazwy Team Lotus.

#### Marussia Virgin Racing
11 listopada 2010 roku zespół Virgin Racing sprzedał większość udziałów rosyjskiemu producentowi samochodów sportowych – firmie Marussia Motors. Wzrost zaangażowania w angielską ekipę zaowocował zmianą nazwy na Marussia Virgin Racing, jednak struktura organizacyjna pozostała taka sama. Licencja zespołu zmieniona została z brytyjskiej na rosyjską.

#### Lotus Renault GP
8 grudnia 2010 roku Grupa Lotus wykupiła udziały w zespole Renault. Tym samym stała się obok spółki Genii Capital głównym udziałowcem zespołu, a koncern Renault pozostał jedynie dostawcą silników. Ruch ten doprowadził do zmiany nazwy zespołu i jego barw na charakterystyczne czarno-złote. Umowa z Grupą Lotus dotycząca sponsoringu tytularnego została zawarta do 2017 roku włącznie, zaś Renault zobowiązało się do wieloletniego dostarczania jednostek napędowych tej stajni. 13 stycznia 2011 poinformowano, że zespół zmienia licencję z francuskiej na brytyjską.

### Zmiany wśród kierowców

#### Przed sezonem
Scuderia Ferrari Marlboro
- Dotychczasowy kierowca ART Grand Prix w serii GP2 Jules Bianchi został kierowcą testowym Ferrari[28].
- Po 13 latach Luca Badoer rozstał się z posadą kierowcy testowego Ferrari[82].

Lotus Renault GP
- Fairuz Fauzy został ogłoszony 18 stycznia 2011 roku kierowcą testowym Lotus Renault GP w sezonie 2011[36]. Podczas prezentacji nowego bolidu jako kolejni testerzy przestawieni zostali także Romain Grosjean oraz były kierowca HRT – Bruno Senna[35].
- Robert Kubica przed sezonem uległ poważnemu wypadkowi w rajdzie, uniemożliwiającemu mu start w sezonie, stąd na jego miejsce zakontraktowano Nicka Heidfelda[34].

AT&T Williams
- Mistrz serii GP2 w sezonie 2010 i dotychczasowy kierowca Rapax Team Pastor Maldonado, został 1 grudnia 2010 roku kierowcą wyścigowym zespołu Williams, tym samym zastąpił Nico Hülkenberga, który 5 listopada 2010 roku potwierdził, że odchodzi z zespołu z Grove[42][83].

Sauber F1 Team
- Wicemistrz serii GP2 w sezonie 2010 i kierowca Barwa Addax Team Sergio Pérez, podpisał 4 października 2010 roku kontrakt z zespołem Sauber, zastępując Nicka Heidfelda jako kierowcę wyścigowego zespołu[47].
- Esteban Gutiérrez – mistrz serii GP3 został kierowcą testowym Saubera[46].

Red Bull Racing/Scuderia Toro Rosso
- Daniel Ricciardo został piątkowym testerem, a zarazem kierowcą testowym Red Bull Racing[19] oraz siostrzanego zespołu – Scuderii Toro Rosso[51].

Marussia Virgin Racing
- Dotychczasowy kierowca zespołu DAMS w serii GP2 – Jérôme d’Ambrosio, podpisał kontrakt kierowcy wyścigowego w zespole Marussia Virgin Racing zastępując Lucasa di Grassi[67].
- Szef zespołu – John Booth potwierdził zakontraktowanie Sakona Yamamoto na pierwsze trzy wyścigi sezonu w roli kierowcy rezerwowego[65].

HRT F1 Team
- Narain Karthikeyan podpisał kontrakt kierowcy wyścigowego z zespołem HRT F1 Team. Tym samym wraca on do Formuły 1 po blisko 6 latach przerwy[59]. Drugim kierowcą został Włoch Vitantonio Liuzzi[62].

Force India F1 Team
- 26 stycznia potwierdzono, iż nowym partnerem Adriana Sutila jako kierowcy wyścigowego w zespole z Silverstone zostanie mistrz DTM – Paul di Resta[43]. Na stanowisko kierowcy testowego, zatrudniono byłego zawodnika Williamsa – Nico Hülkenberga[43].

Team Lotus
- 11 marca oficjalnie potwierdzono, iż Luiz Razia został nowym kierowcą rezerwowym, a Davide Valsecchi i Ricardo Teixeira – kierowcami testowymi zespołu z Norfolk[57]. 22 marca również Karun Chandhok przedstawiony został jako kierowca rezerwowy teamu[56].

Vodafone McLaren Mercedes
- Pedro de la Rosa powrócił do McLarena na stanowisko kierowcy rezerwowego po epizodzie w Sauberze w sezonie 2010[23].

#### W trakcie sezonu
Marussia Virgin Racing
- Przed GP Kanady Robert Wickens ogłoszony został kierowcą rezerwowym zespołu[66].

Sauber F1 Team
- Kierowca testowy zespołu McLaren – Pedro de la Rosa zastąpił Sergio Péreza podczas Grand Prix Kanady z powodu problemów zdrowotnych Meksykanina po wypadku podczas Grand Prix Monako[49].

HRT F1 Team
- Daniel Ricciardo został począwszy od GP Wielkiej Brytanii 2011 kierowcą wyścigowym HRT F1 Team, zastępując Karthikeyana[61].
- Narain Karthikeyan zastąpił Vitantonio Liuzziego w bolidzie HRT F1 Team podczas GP Indii 2011[60].

Team Lotus
- Na czas GP Niemiec 2011 dotychczasowy kierowca rezerwowy zespołu Team Lotus – Karun Chandhok zastąpił na stanowisku kierowcy wyścigowego Jarno Trulliego[58].

Lotus Renault GP
- Podczas GP Belgii 2011 dotychczasowy kierowca rezerwowy zespołu Renault – Bruno Senna zastąpił na stanowisku kierowcy wyścigowego Nicka Heidfelda[37].

Scuderia Toro Rosso
- Francuz Jean-Éric Vergne został począwszy od GP Korei Południowej 2011 piątkowym testerem zespołu Scuderia Toro Rosso[84].

### Pozostałe zmiany

#### Opony
- Dostawca opon dla Formuły 1 – firma Bridgestone poinformowała, że po sezonie 2010 wycofuje się Formuły 1[85].

Z tego powodu, FIA poszukiwała nowych dostawców opon. Firmy, które wyraziły chęć dostarczania opon to:
- Avon Tyres[86]
- Michelin[87]
- Pirelli[88]

Ostatecznie podczas obrad Światowej Rady Sportów Motorowych FIA w Genewie podjęto decyzję, że dostawcą ogumienia dla Formuły 1 zostanie Pirelli, a umowa obowiązywać będzie w latach 2011–2013.

## Kalendarz

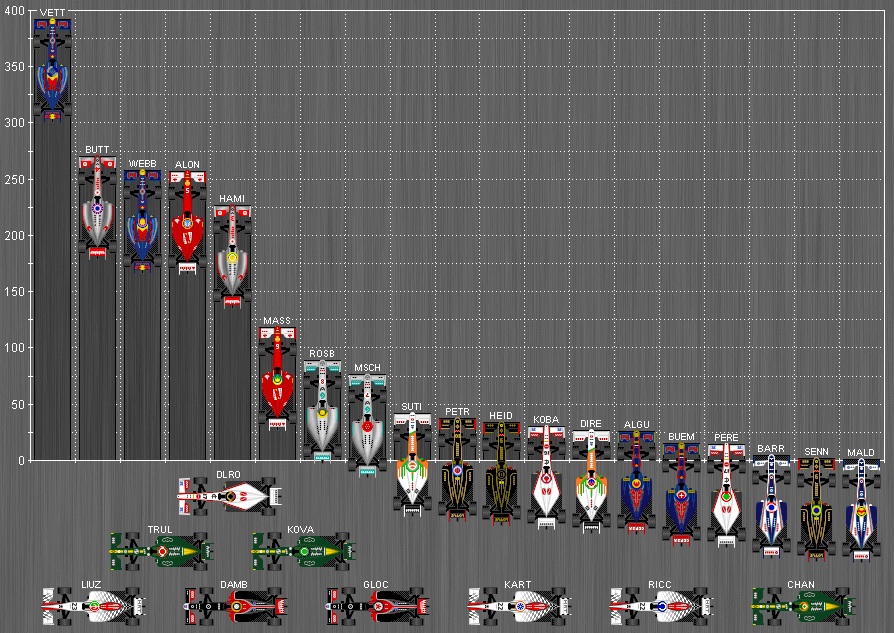
Klasyfikacja generalna przedstawiona w formie graficznej

Oficjalna wersja kalendarza Formuły 1 na sezon 2011 została zatwierdzona 3 listopada 2010 roku podczas posiedzenia Światowej Rady Sportów Motorowych (WMSC). 4 lutego podano godziny rozpoczęcia poszczególnych sesji w każdym z wyścigów.
| Grand Prix Australii Qantas Australian Grand Prix | Grand Prix Australii Qantas Australian Grand Prix | Grand Prix Australii Qantas Australian Grand Prix | Grand Prix Australii Qantas Australian Grand Prix |
| ------------------------------------------------- | ------------------------------------------------- | --- | --- |
| 1. 840.                                           | Szczegółowy rezultat                              | Data: 25–27 marca · Długość: 307,574 km · Liczba okrążeń: 58 · Zwycięzca z 2010 r.: J. Button (McLaren) · Tor: Albert Park Circuit · Miejsce: Australia, Melbourne · Czas UTC: 8:00 · Czas lokalny: 17:00 | Zwycięzca 1. treningu: M. Webber (Red Bull) Zwycięzca 2. treningu: J. Button (McLaren) Zwycięzca 3. treningu: S. Vettel (Red Bull) Pole position: S. Vettel (Red Bull) Zwycięzca: S. Vettel (Red Bull) 2. miejsce: L. Hamilton (McLaren) 3. miejsce: W. Pietrow (Renault) Najszybsze okrążenie: F. Massa (Ferrari) |

| Grand Prix Malezji Petronas Malaysia Grand Prix | Grand Prix Malezji Petronas Malaysia Grand Prix | Grand Prix Malezji Petronas Malaysia Grand Prix | Grand Prix Malezji Petronas Malaysia Grand Prix |
| ----------------------------------------------- | ----------------------------------------------- | --- | --- |
| 2. 841.                                         | Szczegółowy rezultat                            | Data: 8–10 kwietnia · Długość: 310,408 km · Liczba okrążeń: 56 · Zwycięzca z 2010 r.: S. Vettel (Red Bull) · Tor: Sepang International Circuit · Miejsce: Malezja, Kuala Lumpur · Czas UTC: 10:00 · Czas lokalny: 16:00 | Zwycięzca 1. treningu: M. Webber (Red Bull) Zwycięzca 2. treningu: M. Webber (Red Bull) Zwycięzca 3. treningu: L. Hamilton (McLaren) Pole position: S. Vettel (Red Bull) Zwycięzca: S. Vettel (Red Bull) 2. miejsce: J. Button (McLaren) 3. miejsce: N. Heidfeld (Renault) Najszybsze okrążenie: M. Webber (Red Bull) |

| Grand Prix Chin UBS Chinese Grand Prix | Grand Prix Chin UBS Chinese Grand Prix | Grand Prix Chin UBS Chinese Grand Prix | Grand Prix Chin UBS Chinese Grand Prix |
| -------------------------------------- | -------------------------------------- | --- | --- |
| 3. 842.                                | Szczegółowy rezultat                   | Data: 15–17 kwietnia · Długość: 305,066 km · Liczba okrążeń: 56 · Zwycięzca z 2010 r.: J. Button (McLaren) · Tor: Shanghai International Circuit · Miejsce: Chiny, Szanghaj · Czas UTC: 9:00 · Czas lokalny: 15:00 | Zwycięzca 1. treningu: S. Vettel (Red Bull) Zwycięzca 2. treningu: S. Vettel (Red Bull) Zwycięzca 3. treningu: S. Vettel (Red Bull) Pole position: S. Vettel (Red Bull) Zwycięzca: L. Hamilton (McLaren) 2. miejsce: S. Vettel (Red Bull) 3. miejsce: M. Webber (Red Bull) Najszybsze okrążenie: M. Webber (Red Bull) |

| Grand Prix Turcji DHL Turkish Grand Prix | Grand Prix Turcji DHL Turkish Grand Prix | Grand Prix Turcji DHL Turkish Grand Prix | Grand Prix Turcji DHL Turkish Grand Prix |
| ---------------------------------------- | ---------------------------------------- | --- | --- |
| 4. 843.                                  | Szczegółowy rezultat                     | Data: 6 – 8 maja · Długość: 309,396 km · Liczba okrążeń: 58 · Zwycięzca z 2010 r.: L. Hamilton (McLaren) · Tor: Istanbul Park · Miejsce: Turcja, Stambuł · Czas UTC: 14:00 · Czas lokalny: 15:00 | Zwycięzca 1. treningu: F. Alonso (Ferrari) Zwycięzca 2. treningu: J. Button (McLaren) Zwycięzca 3. treningu: S. Vettel (Red Bull) Pole position: S. Vettel (Red Bull) Zwycięzca: S. Vettel (Red Bull) 2. miejsce: M. Webber (Red Bull) 3. miejsce: F. Alonso (Ferrari) Najszybsze okrążenie: M. Webber (Red Bull) |

| Grand Prix Hiszpanii Gran Premio de España | Grand Prix Hiszpanii Gran Premio de España | Grand Prix Hiszpanii Gran Premio de España | Grand Prix Hiszpanii Gran Premio de España |
| ------------------------------------------ | ------------------------------------------ | --- | --- |
| 5. 844.                                    | Szczegółowy rezultat                       | Data: 20–22 maja · Długość: 307,104 km · Liczba okrążeń: 66 · Zwycięzca z 2010 r.: M. Webber (Red Bull) · Tor: Circuit de Catalunya · Miejsce: Hiszpania, Barcelona · Czas UTC: 14:00 · Czas lokalny: 14:00 | Zwycięzca 1. treningu: M. Webber (Red Bull) Zwycięzca 2. treningu: M. Webber (Red Bull) Zwycięzca 3. treningu: S. Vettel (Red Bull) Pole position: M. Webber (Red Bull) Zwycięzca: S. Vettel (Red Bull) 2. miejsce: L. Hamilton (McLaren) 3. miejsce: J. Button (McLaren) Najszybsze okrążenie: L. Hamilton (McLaren) |

| Grand Prix Monako Grand Prix de Monaco | Grand Prix Monako Grand Prix de Monaco | Grand Prix Monako Grand Prix de Monaco | Grand Prix Monako Grand Prix de Monaco |
| -------------------------------------- | -------------------------------------- | --- | --- |
| 6. 845.                                | Szczegółowy rezultat                   | Data: 27–29 maja · Długość: 260,520 km · Liczba okrążeń: 78 · Zwycięzca z 2010 r.: M. Webber (Red Bull) · Tor: Circuit de Monaco · Miejsce: Monako, Monte Carlo · Czas UTC: 14:00 · Czas lokalny: 14:00 | Zwycięzca 1. treningu: S. Vettel (Red Bull) Zwycięzca 2. treningu: F. Alonso (Ferrari) Zwycięzca 3. treningu: F. Alonso (Ferrari) Pole position: S. Vettel (Red Bull) Zwycięzca: S. Vettel (Red Bull) 2. miejsce: F. Alonso (Ferrari) 3. miejsce: J. Button (McLaren) Najszybsze okrążenie: M. Webber (Red Bull) |

| Grand Prix Kanady Grand Prix du Canada | Grand Prix Kanady Grand Prix du Canada | Grand Prix Kanady Grand Prix du Canada | Grand Prix Kanady Grand Prix du Canada |
| -------------------------------------- | -------------------------------------- | --- | --- |
| 7. 846.                                | Szczegółowy rezultat                   | Data: 10–12 czerwca · Długość: 305,270 km · Liczba okrążeń: 70 · Zwycięzca z 2010 r.: L. Hamilton (McLaren) · Tor: Circuit Gilles Villeneuve · Miejsce: Kanada, Montreal · Czas UTC:19:00 · Czas lokalny: 13:00 | Zwycięzca 1. treningu: N. Rosberg (Mercedes) Zwycięzca 2. treningu: F. Alonso (Ferrari) Zwycięzca 3. treningu: S. Vettel (Red Bull) Pole position: S. Vettel (Red Bull) Zwycięzca: J. Button (McLaren) 2. miejsce: S. Vettel (Red Bull) 3. miejsce: M. Webber (Red Bull) Najszybsze okrążenie: J. Button (McLaren) |

| Grand Prix Europy Grand Prix of Europe | Grand Prix Europy Grand Prix of Europe | Grand Prix Europy Grand Prix of Europe | Grand Prix Europy Grand Prix of Europe |
| -------------------------------------- | -------------------------------------- | --- | --- |
| 8. 847.                                | Szczegółowy rezultat                   | Data: 24–26 czerwca · Długość: 308,883 km · Liczba okrążeń: 57 · Zwycięzca z 2010 r.: S. Vettel (Red Bull) · Tor: Valencia Street Circuit · Miejsce: Hiszpania, Walencja · Czas UTC: 14:00 · Czas lokalny: 14:00 | Zwycięzca 1. treningu: M. Webber (Red Bull) Zwycięzca 2. treningu: F. Alonso (Ferrari) Zwycięzca 3. treningu: S. Vettel (Red Bull) Pole position: S. Vettel (Red Bull) Zwycięzca: S. Vettel (Red Bull) 2. miejsce: F. Alonso (Ferrari) 3. miejsce: M. Webber (Red Bull) Najszybsze okrążenie: S. Vettel (Red Bull) |

| Grand Prix Wielkiej Brytanii Santander British Grand Prix | Grand Prix Wielkiej Brytanii Santander British Grand Prix | Grand Prix Wielkiej Brytanii Santander British Grand Prix | Grand Prix Wielkiej Brytanii Santander British Grand Prix |
| --------------------------------------------------------- | --------------------------------------------------------- | --- | --- |
| 9. 848.                                                   | Szczegółowy rezultat                                      | Data: 8–10 lipca · Długość: 306,747 km · Liczba okrążeń: 52 · Zwycięzca z 2010r.: M. Webber (Red Bull) · Tor: Silverstone Circuit · Miejsce: Wielka Brytania, Silverstone · Czas UTC: 14:00 · Czas lokalny: 13:00 | Zwycięzca 1. treningu: M. Webber (Red Bull) Zwycięzca 2. treningu: F. Massa (Ferrari) Zwycięzca 3. treningu: S. Vettel (Red Bull) Pole position: M. Webber (Red Bull) Zwycięzca: F. Alonso (Ferrari) 2. miejsce: S. Vettel (Red Bull) 3. miejsce: M. Webber (Red Bull) Najszybsze okrążenie: F. Alonso (Ferrari) |

| Grand Prix Niemiec Großer Preis Santander von Deutschland | Grand Prix Niemiec Großer Preis Santander von Deutschland | Grand Prix Niemiec Großer Preis Santander von Deutschland | Grand Prix Niemiec Großer Preis Santander von Deutschland |
| --------------------------------------------------------- | --------------------------------------------------------- | --- | --- |
| 10. 849.                                                  | Szczegółowy rezultat                                      | Data: 22–24 lipca · Długość: 308,863 km · Liczba okrążeń: 60 · Zwycięzca z 2010 r.: F. Alonso (Ferrari) (na Hockenheimringu) · Tor: Nürburgring · Miejsce: Niemcy, Norymberga · Czas UTC: 14:00 · Czas lokalny: 14:00 | Zwycięzca 1. treningu: F. Alonso (Ferrari) Zwycięzca 2. treningu: M. Webber (Red Bull) Zwycięzca 3. treningu: S. Vettel (Red Bull) Pole position: M. Webber (Red Bull) Zwycięzca: L. Hamilton (McLaren) 2. miejsce: F. Alonso (Ferrari) 3. miejsce: M. Webber (Red Bull) Najszybsze okrążenie: L. Hamilton (McLaren) |

| Grand Prix Węgier Eni Magyar Nagydíj | Grand Prix Węgier Eni Magyar Nagydíj | Grand Prix Węgier Eni Magyar Nagydíj | Grand Prix Węgier Eni Magyar Nagydíj |
| ------------------------------------ | ------------------------------------ | --- | --- |
| 11. 850.                             | Szczegółowy rezultat                 | Data: 29 – 31 lipca · Długość: 306,630 km · Liczba okrążeń: 70 · Zwycięzca z 2010 r.: M. Webber (Red Bull) · Tor: Hungaroring · Miejsce: Węgry, Budapeszt · Czas UTC:14:00 · Czas lokalny: 14:00 | Zwycięzca 1. treningu: L. Hamilton (McLaren) Zwycięzca 2. treningu: L. Hamilton (McLaren) Zwycięzca 3. treningu: S. Vettel (Red Bull) Pole position: S. Vettel (Red Bull) Zwycięzca: J. Button (McLaren) 2. miejsce: S. Vettel (Red Bull) 3. miejsce: F. Alonso (Ferrari) Najszybsze okrążenie: F. Massa (Ferrari) |

| Grand Prix Belgii Shell Belgian Grand Prix | Grand Prix Belgii Shell Belgian Grand Prix | Grand Prix Belgii Shell Belgian Grand Prix | Grand Prix Belgii Shell Belgian Grand Prix |
| ------------------------------------------ | ------------------------------------------ | --- | --- |
| 12. 851.                                   | Szczegółowy rezultat                       | Data: 26–28 sierpnia · Długość: 308,052 km · Liczba okrążeń: 44 · Zwycięzca z 2010r.: L. Hamilton (McLaren) · Tor: Circuit de Spa-Francorchamps · Miejsce: Belgia, Stavelot · Czas UTC:14:00 · Czas lokalny: 14:00 | Zwycięzca 1. treningu: M. Schumacher (Mercedes) Zwycięzca 2. treningu: M. Webber (Red Bull) Zwycięzca 3. treningu: M. Webber (Red Bull) Pole position: S. Vettel (Red Bull) Zwycięzca: S. Vettel (Red Bull) 2. miejsce: M. Webber (Red Bull) 3. miejsce: J. Button (McLaren) Najszybsze okrążenie: M. Webber (Red Bull) |

| Grand Prix Włoch Gran Premio Santander d’Italia | Grand Prix Włoch Gran Premio Santander d’Italia | Grand Prix Włoch Gran Premio Santander d’Italia | Grand Prix Włoch Gran Premio Santander d’Italia |
| ----------------------------------------------- | ----------------------------------------------- | --- | --- |
| 13. 852.                                        | Szczegółowy rezultat                            | Data: 9–11 września · Długość: 306,720 km · Liczba okrążeń: 53 · Zwycięzca z 2010 r.: F. Alonso (Ferrari) · Tor: Autodromo Nazionale di Monza · Miejsce: Włochy, Monza · Czas UTC: 14:00 · Czas lokalny: 14:00 | Zwycięzca 1. treningu: L. Hamilton (McLaren) Zwycięzca 2. treningu: S. Vettel (Red Bull) Zwycięzca 3. treningu: S. Vettel (Red Bull) Pole position: S. Vettel (Red Bull) Zwycięzca: S. Vettel (Red Bull) 2. miejsce: J. Button (McLaren) 3. miejsce: F. Alonso (Ferrari) Najszybsze okrążenie: L. Hamilton (McLaren) |

| Grand Prix Singapuru1 Singapore Grand Prix | Grand Prix Singapuru1 Singapore Grand Prix | Grand Prix Singapuru1 Singapore Grand Prix | Grand Prix Singapuru1 Singapore Grand Prix |
| ------------------------------------------ | ------------------------------------------ | --- | --- |
| 14. 853.                                   | Szczegółowy rezultat                       | Data: 23–25 września · Długość: 309,316 km · Liczba okrążeń: 61 · Zwycięzca z 2010r.: F. Alonso (Ferrari) · Tor: Marina Bay Street Circuit · Miejsce: Singapur, Singapur · Czas UTC: 14:00 · Czas lokalny: 20:00 | Zwycięzca 1. treningu: L. Hamilton (McLaren) Zwycięzca 2. treningu: S. Vettel (Red Bull) Zwycięzca 3. treningu: M. Webber (Red Bull) Pole position: S. Vettel (Red Bull) Zwycięzca: S. Vettel (Red Bull) 2. miejsce: J. Button (McLaren) 3. miejsce: M. Webber (Red Bull) Najszybsze okrążenie: J. Button (McLaren) |

| Grand Prix Japonii Japanese Grand Prix | Grand Prix Japonii Japanese Grand Prix | Grand Prix Japonii Japanese Grand Prix | Grand Prix Japonii Japanese Grand Prix |
| -------------------------------------- | -------------------------------------- | --- | --- |
| 15. 854.                               | Szczegółowy rezultat                   | Data: 7 – 9 października · Długość: 307,471 km · Liczba okrążeń: 53 · Zwycięzca z 2010r.: S. Vettel (Red Bull) · Tor: Suzuka International Racing Course · Miejsce: Japonia, Suzuka · Czas UTC: 8:00 · Czas lokalny: 15:00 | Zwycięzca 1. treningu: J. Button (McLaren) Zwycięzca 2. treningu: J. Button (McLaren) Zwycięzca 3. treningu: J. Button (McLaren) Pole position: S. Vettel (Red Bull) Zwycięzca: J. Button (McLaren) 2. miejsce: F. Alonso (Ferrari) 3. miejsce: S. Vettel (Red Bull) Najszybsze okrążenie: J. Button (McLaren) |

| Grand Prix Korei Południowej Korean Grand Prix | Grand Prix Korei Południowej Korean Grand Prix | Grand Prix Korei Południowej Korean Grand Prix | Grand Prix Korei Południowej Korean Grand Prix |
| ---------------------------------------------- | ---------------------------------------------- | --- | --- |
| 16. 855.                                       | Szczegółowy rezultat                           | Data: 14–16 października · Długość: 309,155 km · Liczba okrążeń: 55 · Zwycięzca z 2010 r.: F. Alonso (Ferrari) · Tor: Korean International Circuit · Miejsce: Korea Południowa, Yeongam · Czas UTC: 8:00 · Czas lokalny: 15:00 | Zwycięzca 1. treningu: M. Schumacher (Mercedes) Zwycięzca 2. treningu: L. Hamilton (McLaren) Zwycięzca 3. treningu: J. Button (McLaren) Pole position: L. Hamilton (McLaren) Zwycięzca: S. Vettel (Red Bull) 2. miejsce: L. Hamilton (McLaren) 3. miejsce: M. Webber (Red Bull) Najszybsze okrążenie: S. Vettel (Red Bull) |

| Grand Prix Indii Airtel Grand Prix of India | Grand Prix Indii Airtel Grand Prix of India | Grand Prix Indii Airtel Grand Prix of India | Grand Prix Indii Airtel Grand Prix of India |
| ------------------------------------------- | ------------------------------------------- | --- | --- |
| 17. 856.                                    | Szczegółowy rezultat                        | Data: 28 – 30 października · Długość: 308,220 km · Liczba okrążeń: 60 · Zwycięzca z 2010 r.: nie rozgrywano · Tor: Buddh International Circuit · Miejsce: Indie, Nowe Delhi · Czas UTC: 10:30 · Czas lokalny: 15:00 | Zwycięzca 1. treningu: L. Hamilton (McLaren) Zwycięzca 2. treningu: F. Massa (Ferrari) Zwycięzca 3. treningu: S. Vettel (Red Bull) Pole position: S. Vettel (Red Bull) Zwycięzca: S. Vettel (Red Bull) 2. miejsce: J. Button (McLaren) 3. miejsce: F. Alonso (Ferrari) Najszybsze okrążenie: S. Vettel (Red Bull) |

| Grand Prix Abu Zabi2 Etihad Airways Abu Dhabi Grand Prix | Grand Prix Abu Zabi2 Etihad Airways Abu Dhabi Grand Prix | Grand Prix Abu Zabi2 Etihad Airways Abu Dhabi Grand Prix | Grand Prix Abu Zabi2 Etihad Airways Abu Dhabi Grand Prix |
| -------------------------------------------------------- | -------------------------------------------------------- | --- | --- |
| 18. 857.                                                 | Szczegółowy rezultat                                     | Data: 11–13 listopada · Długość: 305,361 km · Liczba okrążeń: 55 · Zwycięzca z 2010r.: S. Vettel (Red Bull) · Tor: Yas Marina Circuit · Miejsce: Zjednoczone Emiraty Arabskie, Abu Zabi · Czas UTC: 14:00 · Czas lokalny: 17:00 | Zwycięzca 1. treningu: J. Button (McLaren) Zwycięzca 2. treningu: L. Hamilton (McLaren) Zwycięzca 3. treningu: L. Hamilton (McLaren) Pole position: S. Vettel (Red Bull) Zwycięzca: L. Hamilton (McLaren) 2. miejsce: F. Alonso (Ferrari) 3. miejsce: J. Button (McLaren) Najszybsze okrążenie: M. Webber (Red Bull) |

| Grand Prix Brazylii Grande Prêmio do Brasil | Grand Prix Brazylii Grande Prêmio do Brasil | Grand Prix Brazylii Grande Prêmio do Brasil | Grand Prix Brazylii Grande Prêmio do Brasil |
| ------------------------------------------- | ------------------------------------------- | --- | --- |
| 19. 858.                                    | Szczegółowy rezultat                        | Data: 25–27 listopada · Długość: 305,909 km · Liczba okrążeń: 71 · Zwycięzca z 2010r.: S. Vettel (Red Bull) · Tor: Autódromo José Carlos Pace · Miejsce: Brazylia, São Paulo · Czas UTC: 17:00 · Czas lokalny: 14:00 | Zwycięzca 1. treningu: M. Webber (Red Bull) Zwycięzca 2. treningu: L. Hamilton (McLaren) Zwycięzca 3. treningu: S. Vettel (Red Bull) Pole position: S. Vettel (Red Bull) Zwycięzca: M. Webber (Red Bull) 2. miejsce: S. Vettel (Red Bull) 3. miejsce: J. Button (McLaren) Najszybsze okrążenie: M. Webber (Red Bull) |

1 Wyścig nocny – rozgrywany przy sztucznym oświetleniu.

2 Wyścig dzienno-nocny – start wyścigu rozegrany zostanie przed zachodem słońca, a zawodnicy przyjadą na metę przy ciemnym niebie. Oświetlenie zostanie włączone przed wyścigiem.

### Zmiany w kalendarzu
- Zgodnie z umową pomiędzy torami Nürburgring i Hockenheimring Grand Prix Niemiec odbędzie się na pierwszym z nich.
- Po raz pierwszy w historii zorganizowane zostanie Grand Prix Indii.
- Zaplanowane na 13 marca, mające rozpocząć sezon Grand Prix Bahrajnu zostało odwołane z powodu antyrządowych protestów w Bahrajnie. 3 czerwca poinformowano, że runda w Bahrajnie zostanie rozegrana 30 października, co spowodowało przesunięcie Grand Prix Indii na koniec sezonu[201], jednak tydzień później organizatorzy wycofali się z organizacji wyścigu z powodu nieporozumień między FIA oraz FOM i FOTA[202].

## Zmiany w regulaminie

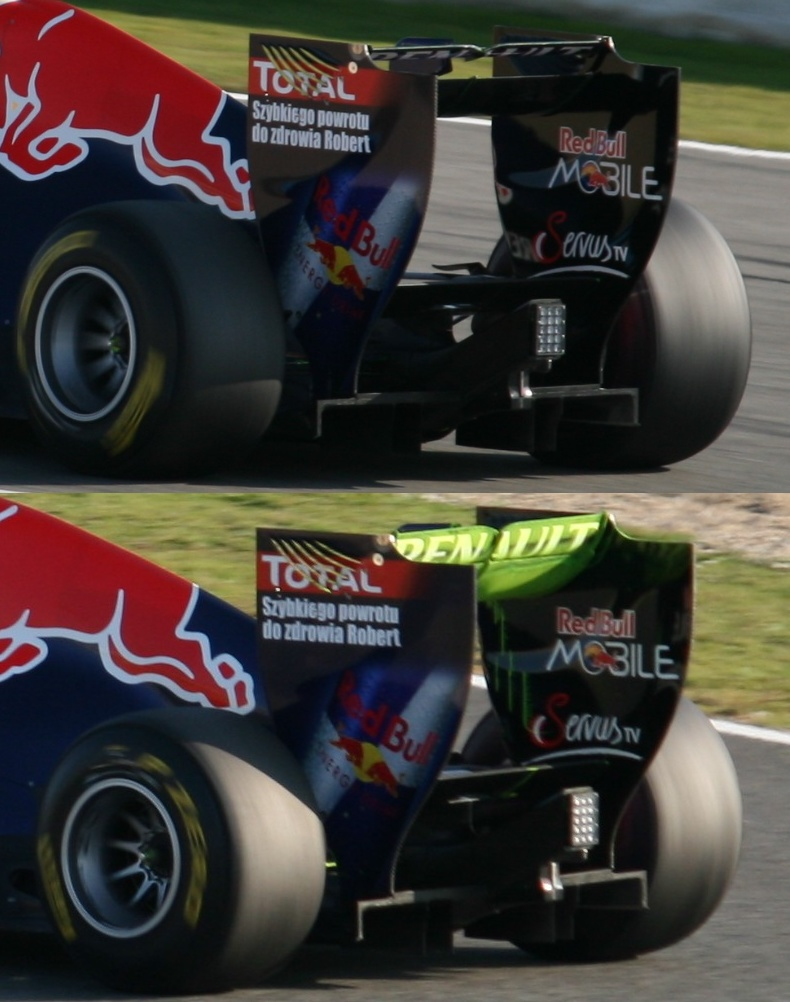
Ruchome tylne skrzydło w bolidzie Red Bull RB7

- Maksymalna wysokość dyfuzorów została zredukowana z 175 milimetrów do 125 milimetrów, kładąc kres podwójnym dyfuzorom zwiększającym docisk tylnej części bolidu[203].
- Podczas Grand Prix Kanady 2010 zespoły ustaliły, że FOTA zamierza wycofać się z porozumienia o nieużywaniu systemu KERS w sezonie 2011. Będzie on jednak, podobnie jak w sezonie 2009, nieobowiązkowy. Zespół Ferrari zadeklarował użycie KERS w całym sezonie[204].
- W związku z tym, że jednym z problemów związanych z systemem KERS w sezonie 2009 była zbyt mała minimalna waga bolidów, w sezonie 2011 została ona zwiększona z 620 do 640 kg[204].
- Od sezonu 2011, każdy zawodnik, którego najlepszy czas w kwalifikacjach przekracza 107 procent najszybszego czasu ustanowionego w Q1 nie zostanie dopuszczony do wzięcia udziału w wyścigu[205].
- Zespoły Formuły 1 podjęły decyzję, że od nowego sezonu będzie zakazane stosowanie „Kanału F”. Tym samym odrzuciły apel McLarena o kontynuowaniu rozwijania i stosowania tego rozwiązania. To właśnie ekipa z Woking zaprojektowała nowatorski system[206].
- Wprowadzono nowe, ruchome tylne skrzydło, które będzie można aktywować tylko w wybranych miejscach toru i tylko w określonych sytuacjach. Ma ono za zadanie ułatwiać wyprzedzanie. Jednocześnie zakazano regulacji przedniego skrzydła[207].
- Techniczna Grupa Robocza zdecydowała się na dodanie od 2011 roku drugiego wiązadła, mającego zmniejszać ryzyko wystąpienia sytuacji, jakie miały miejsce podczas treningu przed GP Chin w kwietniu, kiedy jednocześnie odpadły oba koła od bolidu Sebastiena Buemiego z Toro Rosso i pierwszej części kwalifikacji przed GP Niemiec na torze Hockenheimring, kiedy na ostatnim zakręcie Vitantonio Liuzzi stracił przyczepność i uderzył w betonową barierę, w którym odpadło lewe przednie koło, przelatując na drugą stronę toru tuż przed nadjeżdżającym Timo Glockiem[208].
- Od sezonu 2011 zespołom zostanie odgórnie narzucony stosunek rozkładu masy pomiędzy przednią a tylną osią. Stosunek rozkładu masy przód do tyłu będzie ustawiony na 46:54 i jest podyktowany zmianą dostawcy ogumienia, którym od sezonu 2011 zostanie włoski Pirelli. Ekipy chcą w ten sposób uniknąć problemu, który pojawił się przed sezonem 2009, kiedy to Bridgestone dostarczyło nowe opony, a konstruktorzy zmuszeni zostali do znacznych zmian w rozkładzie masy bolidów[209].
- Zakaz wydawania poleceń zespołowych w Formule 1 został zniesiony, po wydarzeniach z ubiegłorocznego GP Niemiec, kiedy to Scuderia Ferrari nakazała Brazylijczykowi Felipe Massie przepuszczenie Hiszpana Fernando Alonso, aby ten mógł wygrać wyścig[210].

## Klasyfikacje
| Legenda oznaczeń w tabelach wyników Wyświetl szablon na nowej stronie | Legenda oznaczeń w tabelach wyników Wyświetl szablon na nowej stronie                                                                     |
| Oznaczenie                                                            | Wyjaśnienie |
| --------------------------------------------------------------------- | --- |
| Złoty                                                                 | Zwycięzca lub mistrzostwo |
| Srebrny                                                               | 2. miejsce lub wicemistrzostwo |
| Brązowy                                                               | 3. miejsce lub II wicemistrzostwo |
| Zielony                                                               | Ukończył, punktował (w klasyfikacji generalnej, gdy zdobył co najmniej jeden punkt na przestrzeni sezonu, poza trzema powyższymi opcjami) |
| Niebieski                                                             | Ukończył, nie punktował (w klasyfikacji generalnej, gdy nie zdobył co najmniej jednego punktu na przestrzeni sezonu)                      |
| Czerwony                                                              | Nie zakwalifikował się (NZ) |
| Czerwony                                                              | Nie prekwalifikował się (NPK) |
| Różowy                                                                | Nie ukończył (NU) |
| Różowy                                                                | Niesklasyfikowany (NS) (w klasyfikacji generalnej, gdy nie został sklasyfikowany w żadnym wyścigu sezonu)                                 |
| Czarny                                                                | Zdyskwalifikowany (DK) |
| Czarny                                                                | Wykluczony (WYK/EX) |
| Biały                                                                 | Nie wystartował (NW) |
| Biały                                                                 | Kontuzjowany (K/INJ) |
| Biały                                                                 | Wyścig odwołany (OD/C) |
| Bez koloru                                                            | Został wycofany (WYC/WD) |
| Bez koloru                                                            | Nie przybył (NP/DNA) |
| Bez koloru                                                            | Nie brał udziału w treningach (NT/DNP) |
| Bez koloru                                                            | Nie został zgłoszony (–) |
| Pogrubienie                                                           | Start z pole position |
| Kursywa                                                               | Najszybsze okrążenie wyścigu |
| †                                                                     | Nie ukończył, ale jego rezultat został zaliczony ze względu na przejechanie więcej niż 90% dystansu wyścigu.                              |
| *                                                                     | Sezon w trakcie |
| 1/2/3                                                                 | Punktowana pozycja w sprincie |
| Lista systemów punktacji Formuły 1                                    | |

### Kierowcy
| Poz. | Kierowca           | Zespół      | Australia | Malezja |    | Turcja | Hiszpania | Monako | Kanada | Unia Europejska | Wielka Brytania | Niemcy | Węgry | Belgia | Włochy | Singapur | Japonia | Korea Południowa | Indie |    | Brazylia | Punkty |
| ---- | ------------------ | ----------- | --------- | ------- | -- | ------ | --------- | ------ | ------ | --------------- | --------------- | ------ | ----- | ------ | ------ | -------- | ------- | ---------------- | ----- | -- | -------- | ------ |
| 1    | Sebastian Vettel   | Red Bull    | 1         | 1       | 2  | 1      | 1         | 1      | 2      | 1               | 2               | 4      | 2     | 1      | 1      | 1        | 3       | 1                | 1     | NU | 2        | 392    |
| 2    | Jenson Button      | McLaren     | 6         | 2       | 4  | 6      | 3         | 3      | 1      | 6               | NU              | NU     | 1     | 3      | 2      | 2        | 1       | 4                | 2     | 3  | 3        | 270    |
| 3    | Mark Webber        | Red Bull    | 5         | 4       | 3  | 2      | 4         | 4      | 3      | 3               | 3               | 3      | 5     | 2      | NU     | 3        | 4       | 3                | 4     | 4  | 1        | 258    |
| 4    | Fernando Alonso    | Ferrari     | 4         | 6       | 7  | 3      | 5         | 2      | NU     | 2               | 1               | 2      | 3     | 4      | 3      | 4        | 2       | 5                | 3     | 2  | 4        | 257    |
| 5    | Lewis Hamilton     | McLaren     | 2         | 8       | 1  | 4      | 2         | 6      | NU     | 4               | 4               | 1      | 4     | NU     | 4      | 5        | 5       | 2                | 7     | 1  | NU       | 227    |
| 6    | Felipe Massa       | Ferrari     | 7         | 5       | 6  | 11     | NU        | NU     | 6      | 5               | 5               | 5      | 6     | 8      | 6      | 9        | 7       | 6                | NU    | 5  | 5        | 118    |
| 7    | Nico Rosberg       | Mercedes    | NU        | 12      | 5  | 5      | 7         | 11     | 11     | 7               | 6               | 7      | 9     | 6      | NU     | 7        | 10      | 8                | 6     | 6  | 7        | 89     |
| 8    | Michael Schumacher | Mercedes    | NU        | 9       | 8  | 12     | 6         | NU     | 4      | 17              | 9               | 8      | NU    | 5      | 5      | NU       | 6       | NU               | 5     | 7  | 15       | 76     |
| 9    | Adrian Sutil       | Force India | 9         | 11      | 15 | 13     | 13        | 7      | NU     | 9               | 11              | 6      | 14    | 7      | NU     | 8        | 11      | 11               | 9     | 8  | 6        | 42     |
| 10   | Witalij Pietrow    | Renault     | 3         | 17†     | 9  | 8      | 11        | NU     | 5      | 15              | 12              | 10     | 12    | 9      | NU     | 17       | 9       | NU               | 11    | 13 | 10       | 37     |
| 11   | Nick Heidfeld      | Renault     | 12        | 3       | 12 | 7      | 8         | 8      | NU     | 10              | 8               | NU     | NU    | –      | –      | –        | –       | –                | –     | –  | –        | 34     |
| 12   | Kamui Kobayashi    | Sauber      | DK        | 7       | 10 | 10     | 10        | 5      | 7      | 16              | NU              | 9      | 11    | 12     | NU     | 14       | 13      | 15               | NU    | 10 | 9        | 30     |
| 13   | Paul di Resta      | Force India | 10        | 10      | 11 | NU     | 12        | 12     | 18†    | 14              | 15              | 13     | 7     | 11     | 8      | 6        | 12      | 10               | 13    | 9  | 8        | 27     |
| 14   | Jaime Alguersuari  | STR         | 11        | 14      | NU | 16     | 16        | NU     | 8      | 8               | 10              | 12     | 10    | NU     | 7      | 21†      | 15      | 7                | 8     | 15 | 11       | 26     |
| 15   | Sébastien Buemi    | STR         | 8         | 13      | 14 | 9      | 14        | 10     | 10     | 13              | NU              | 15     | 8     | NU     | 10     | 12       | NU      | 9                | NU    | NU | 12       | 15     |
| 16   | Sergio Pérez       | Sauber      | DK        | NU      | 17 | 14     | 9         | INJ    | –      | 11              | 7               | 11     | 15    | NU     | NU     | 10       | 8       | 16               | 10    | 11 | 13       | 14     |
| 17   | Rubens Barrichello | Williams    | NU        | NU      | 13 | 15     | 17        | 9      | 9      | 12              | 13              | NU     | 13    | 16     | 12     | 13       | 17      | 12               | 15    | 12 | 14       | 4      |
| 18   | Bruno Senna        | Renault     | –         | –       | –  | –      | –         | –      | –      | –               | –               | –      | –     | 13     | 9      | 15       | 16      | 13               | 12    | 16 | 17       | 2      |
| 19   | Pastor Maldonado   | Williams    | NU        | NU      | 18 | 17     | 15        | 18†    | NU     | 18              | 14              | 14     | 16    | 10     | 11     | 11       | 14      | NU               | NU    | 14 | NU       | 1      |
| 20   | Pedro de la Rosa   | Sauber      | –         | –       | –  | –      | –         | –      | 12     | –               | –               | –      | –     | –      | –      | –        | –       | –                | –     | –  | –        | 0      |
| 21   | Jarno Trulli       | Lotus       | 13        | NU      | 19 | 18     | 18        | 13     | 16     | 20              | NU              | –      | NU    | 14     | 14     | NU       | 19      | 17               | 19    | 18 | 18       | 0      |
| 22   | Heikki Kovalainen  | Lotus       | NU        | 15      | 16 | 19     | NU        | 14     | NU     | 19              | NU              | 16     | NU    | 15     | 13     | 16       | 18      | 14               | 14    | 17 | 16       | 0      |
| 23   | Vitantonio Liuzzi  | HRT         | NZ        | NU      | 22 | 22     | NU        | 16     | 13     | 23              | 18              | NU     | 20    | 19     | NU     | 20       | 23      | 21               | –     | 20 | NU       | 0      |
| 24   | Jérôme d’Ambrosio  | Virgin      | 14        | NU      | 20 | 20     | 20        | 15     | 14     | 22              | 17              | 18     | 19    | 17     | NU     | 18       | 21      | 20               | 16    | NU | 19       | 0      |
| 25   | Timo Glock         | Virgin      | NU        | 16      | 21 | NW     | 19        | NU     | 15     | 21              | 16              | 17     | 17    | 18     | 15     | NU       | 20      | 18               | NU    | 19 | NU       | 0      |
| 26   | Narain Karthikeyan | HRT         | NZ        | NU      | 23 | 21     | 21        | 17     | 17     | 24              | –               | –      | –     | –      | –      | –        | –       | –                | 17    | –  | –        | 0      |
| 27   | Daniel Ricciardo   | HRT         | –         | –       | –  | –      | –         | –      | –      | –               | 19              | 19     | 18    | NU     | NS     | 19       | 22      | 19               | 18    | NU | 20       | 0      |
| 28   | Karun Chandhok     | Lotus       | –         | –       | –  | –      | –         | –      | –      | –               | –               | 20     | –     | –      | –      | –        | –       | –                | –     | –  | –        | 0      |
| Poz. | Kierowca           | Zespół      | Australia | Malezja |    | Turcja | Hiszpania | Monako | Kanada | Unia Europejska | Wielka Brytania | Niemcy | Węgry | Belgia | Włochy | Singapur | Japonia | Korea Południowa | Indie |    | Brazylia | Punkty |

### Konstruktorzy
| Poz. | Konstruktor             | Nr | Australia | Malezja |    | Turcja | Hiszpania | Monako | Kanada | Unia Europejska | Wielka Brytania | Niemcy | Węgry | Belgia | Włochy | Singapur | Japonia | Korea Południowa | Indie |    | Brazylia | Punkty |
| ---- | ----------------------- | -- | --------- | ------- | -- | ------ | --------- | ------ | ------ | --------------- | --------------- | ------ | ----- | ------ | ------ | -------- | ------- | ---------------- | ----- | -- | -------- | ------ |
| 1    | Red Bull Racing Renault | 1  | 1         | 1       | 2  | 1      | 1         | 1      | 2      | 1               | 2               | 4      | 2     | 1      | 1      | 1        | 3       | 1                | 1     | NU | 2        | 650    |
| 1    | Red Bull Racing Renault | 2  | 5         | 4       | 3  | 2      | 4         | 4      | 3      | 3               | 3               | 3      | 5     | 2      | NU     | 3        | 4       | 3                | 4     | 4  | 1        | 650    |
| 2    | McLaren Mercedes        | 3  | 2         | 8       | 1  | 4      | 2         | 6      | NU     | 4               | 4               | 1      | 4     | NU     | 4      | 5        | 5       | 2                | 7     | 1  | NU       | 497    |
| 2    | McLaren Mercedes        | 4  | 6         | 2       | 4  | 6      | 3         | 3      | 1      | 6               | NU              | NU     | 1     | 3      | 2      | 2        | 1       | 4                | 2     | 3  | 3        | 497    |
| 3    | Ferrari                 | 5  | 4         | 6       | 7  | 3      | 5         | 2      | NU     | 2               | 1               | 2      | 3     | 4      | 3      | 4        | 2       | 5                | 3     | 2  | 4        | 375    |
| 3    | Ferrari                 | 6  | 7         | 5       | 6  | 11     | NU        | NU     | 6      | 5               | 5               | 5      | 6     | 8      | 6      | 9        | 7       | 6                | NU    | 5  | 5        | 375    |
| 4    | Mercedes                | 7  | NU        | 9       | 8  | 12     | 6         | NU     | 4      | 17              | 9               | 7      | NU    | 5      | 5      | NU       | 6       | NU               | 5     | 7  | 15       | 165    |
| 4    | Mercedes                | 8  | NU        | 12      | 5  | 5      | 7         | 11     | 11     | 7               | 6               | 8      | 9     | 6      | NU     | 7        | 10      | 8                | 6     | 6  | 7        | 165    |
| 5    | Renault                 | 9  | 12        | 3       | 12 | 7      | 8         | 8      | NU     | 10              | 8               | NU     | NU    | 13     | 9      | 15       | 16      | 13               | 12    | 16 | 17       | 73     |
| 5    | Renault                 | 10 | 3         | 17†     | 9  | 8      | 11        | NU     | 5      | 15              | 12              | 10     | 12    | 9      | NU     | 17       | 9       | NU               | 11    | 13 | 10       | 73     |
| 6    | Force India Mercedes    | 14 | 9         | 11      | 15 | 13     | 13        | 7      | NU     | 9               | 11              | 6      | 14    | 7      | NU     | 8        | 11      | 11               | 9     | 8  | 6        | 69     |
| 6    | Force India Mercedes    | 15 | 10        | 10      | 11 | NU     | 12        | 12     | 18†    | 14              | 15              | 13     | 7     | 11     | 8      | 6        | 12      | 10               | 13    | 9  | 8        | 69     |
| 7    | Sauber Ferrari          | 16 | DK        | 7       | 10 | 10     | 10        | 5      | 7      | 16              | NU              | 9      | 11    | 12     | NU     | 14       | 13      | 15               | NU    | 10 | 9        | 44     |
| 7    | Sauber Ferrari          | 17 | DK        | NU      | 17 | 14     | 9         | NW     | 12     | 11              | 7               | 11     | 15    | NU     | NU     | 10       | 8       | 16               | 10    | 11 | 13       | 44     |
| 8    | Toro Rosso Ferrari      | 18 | 8         | 13      | 14 | 9      | 14        | 10     | 10     | 13              | NU              | 15     | 8     | NU     | 10     | 12       | NU      | 9                | NU    | NU | 12       | 41     |
| 8    | Toro Rosso Ferrari      | 19 | 11        | 14      | NU | 16     | 16        | NU     | 8      | 8               | 10              | 12     | 10    | NU     | 7      | 21†      | 15      | 7                | 8     | 15 | 11       | 41     |
| 9    | Williams Cosworth       | 11 | NU        | NU      | 13 | 15     | 17        | 9      | 9      | 12              | 13              | NU     | 13    | 16     | 12     | 13       | 17      | 12               | 15    | 12 | 14       | 5      |
| 9    | Williams Cosworth       | 12 | NU        | NU      | 18 | 17     | 15        | 18†    | NU     | 18              | 14              | 14     | 16    | 10     | 11     | 11       | 14      | NU               | NU    | 14 | NU       | 5      |
| 10   | Lotus Renault           | 20 | NU        | 15      | 16 | 19     | NU        | 14     | NU     | 19              | NU              | 16     | NU    | 15     | 13     | 16       | 18      | 14               | 14    | 17 | 16       | 0      |
| 10   | Lotus Renault           | 21 | 13        | NU      | 19 | 18     | 18        | 13     | 16     | 20              | NU              | 20     | NU    | 14     | 14     | NU       | 19      | 17               | 19    | 18 | 18       | 0      |
| 11   | HRT Cosworth            | 22 | NZ        | NU      | 23 | 21     | 21        | 17     | 17     | 24              | 19              | 19     | 18    | NU     | NS     | 19       | 22      | 19               | 17    | NU | 20       | 0      |
| 11   | HRT Cosworth            | 23 | NZ        | NU      | 22 | 22     | NU        | 16     | 13     | 23              | 18              | NU     | 20    | 19     | NU     | 20       | 23      | 21               | 18    | 20 | NU       | 0      |
| 12   | Virgin Cosworth         | 24 | NU        | 16      | 21 | NW     | 19        | NU     | 15     | 21              | 16              | 17     | 17    | 18     | 15     | NU       | 20      | 18               | NU    | 19 | NU       | 0      |
| 12   | Virgin Cosworth         | 25 | 14        | NU      | 20 | 20     | 20        | 15     | 14     | 22              | 17              | 18     | 19    | 17     | NU     | 18       | 21      | 20               | 16    | NU | 19       | 0      |
| Poz. | Konstruktor             | Nr | Australia | Malezja |    | Turcja | Hiszpania | Monako | Kanada | Unia Europejska | Wielka Brytania | Niemcy | Węgry | Belgia | Włochy | Singapur | Japonia | Korea Południowa | Indie |    | Brazylia | Punkty |